# Katarzyna Tlałka
Katarzyna Dorota Tlałka, również jako Katarzyna Tlałka-Bryś, Katarzyna Tlałka-Majewska, Katarzyna Tlałka-Neinert (ur. 24 września 1970 w Krakowie) – polska aktorka teatralna i telewizyjna.

## Życiorys
W 1995 roku ukończyła Państwową Wyższą Szkołę Teatralną im. L. Solskiego w Krakowie. Od ukończenia studiów jest aktorką Teatru Ludowego w Krakowie (Nowej Hucie). Jej mężem jest Mirosław Neinert (aktor teatralny i dubbingowy, reżyser, dyrektor Teatru Korez w Katowicach), z którym ma trzy córki: Milenę i bliźniaczki Polę i Maję.

## Filmografia

### Filmy
- 1994 – Spis cudzołożnic, jako barmanka

### Seriale
- od 2001 – Klan, jako Kinga Kuczyńska
- 2003–2005 – Defekt II seria
- 2005 – Kryminalni odc. 34, jako była kochanka Orlicza
- 2010 – Majka, jako Irena (kochanka Jakuba, ojca Majki)
- 2010 – Chichot losu, jako prezes Matylda Poniewierska
- 2011 – Układ warszawski, jako kierowniczka ubezpieczalni (odc. 6)
- 2012 – Julia, jako Maria Lewicka
- 2019 – Komisarz Alex, jako Lena Kubicz (odc. 149)
- 2021 – Zakochani po uszy, jako wróżka (odc. 283)
- od 2022 – Papiery na szczęście, jako Paulina

### Dubbing
- 2004 – W.I.T.C.H. Czarodziejki – Nerissa
- 2005 – Planeta Sketch
- 2006 – Szkoła Shuriken

## Nagrody
W 2022 otrzymała Nagrodę im. Jana Świderskiego za rolę w spektaklu Bezmatek z Teatru Ludowego w Krakowie w 28. Ogólnopolskim Konkursie na Wystawienie Polskiej Sztuki Współczesnej